# Hlásnice
Hlásnice är en ort i Tjeckien.   Den ligger i regionen Olomouc, i den östra delen av landet, 210 km öster om huvudstaden Prag. Hlásnice ligger 378 meter över havet och antalet invånare är 138.
Terrängen runt Hlásnice är kuperad åt nordost, men åt sydväst är den platt. Runt Hlásnice är det ganska tätbefolkat, med 124 invånare per kvadratkilometer. Närmaste större samhälle är Olomouc, 17,8 km söder om Hlásnice. I omgivningarna runt Hlásnice växer i huvudsak blandskog.